# ويليام ريد (ملحن)
ويليام ريد هو موزع وملحن كندي، ولد في 9 سبتمبر 1859 في مونتريال في كندا، وتوفي في 2 نوفمبر 1945 في مدينة كيبك في كندا.